# Majornas högre allmänna läroverk
Majornas högre allmänna läroverk var en skola i Majorna i Göteborg, sedan 1966 känd som Majornas gymnasium. Byggnaden från 1895 renoverades i början av 1990-talet och har därefter använts för yrkes- och vuxenutbildning.

## Historia
- 1862 grundades Karl Johans församlings Elementarläroverk,[1]
- 1878 ändrat till Lägre läroverket i Göteborg, Karl Johans församling,[2]
- 1889 benämnt Västra 5-klassiga läroverket i Göteborg,[3]
- från 1905 kallat Göteborgs västra realskola.[4]
- 1938 omvandlades skolan till Högre allmänna läroverket i Majorna. Från 1941 kompletterades realexamen, som givits sedan 1907, med studentexamen.[5]
- Skolan kommunaliserades 1966. Namnet ändrades till Majornas gymnasium.[6]
- I juni 1990 lades gymnasieskolan ned. Lokalerna togs över av kommunal vuxenutbildning.

Skolbyggnaden på Allmänna vägen nr 36, efter ritningar av arkitekt Carl Fahlström, stod klar 1895 och byggdes om 1940 (arkitekt: Ragnar Ossian Swensson).